# 垣内健吾
垣内 健吾（かきうち けんご、1978年7月17日 - ）は日本の俳優。大阪府出身。オフィスMORIMOTO所属。

## 人物・概歴
30歳の時、それまで勤めていた造園業を辞め役者をやるため上京。現在、映画、ドラマ、舞台で活動している。

## 出演

### 映画
- 母さんがどんなに僕を嫌いでも（2018年、監督 : 御法川修）
- 閉鎖病棟 -それぞれの朝-（2019年、監督 : 平山秀幸）
- スマホを落としただけなのに 囚われの殺人鬼（2020年、監督 : 中田秀夫）
- HAKONIWA （2021年、監督 : 若松宏樹）
- ヒノマルソウル〜舞台裏の英雄たち〜（2021年、監督 : 飯塚健）
- Arc アーク（2021年、監督 : 石川慶）
- プリテンダーズ（2021年、監督 : 熊坂出）

### テレビドラマ
- ブラッディ・マンデイ season2 (2010年、TBS) - レギュラー捜査官 役
- トッカン 特別国税徴収官 第1話 - 第4話（2012年7月4日-25日、日本テレビ）
- コードネームミラージュ 第21話（2017年8月26日、テレビ東京）
- 隣の家族は青く見える 第3話（2018年2月1日、フジテレビ）- 本社社員 役
- ミッドナイト・ジャーナル 消えた誘拐犯を追え!七年目の真実（2018年3月30日、テレビ東京）
- スモーキング 第9話 - 第12話（2018年6月15日 - 7月6日、テレビ東京）- 秘書 役
- 噂の女 第6話（2018年5月26日、BSジャパン）
- 絶対零度〜未然犯罪潜入捜査〜 season3 第4話（2018年7月30日、フジテレビ）
- 相棒 season17 第4話（2018年11月7日、テレビ朝日）- 若頭 役
- 江戸前の旬 第11話（2018年12月22日、BSテレビ東京）- 金持ち風情の男 役
- メゾン・ド・ポリス 第1話（2019年1月11日、TBS）- 刑務官 役
- 盗まれた顔 〜ミアタリ捜査班〜 第4話（2019年1月26日、WOWOW）- タクシー運転手 役
- BACK STREET GIRLS-ゴクドルズ- 第6話（2019年3月25日、TBS / MBS系）- 医者 役
- きのう何食べた? 第1話（2019年4月5日、テレビ東京）- 千石 役
- ストロベリーナイト・サーガ 第1話（2019年4月11日、フジテレビ）- 深沢父 役
- ハル〜総合商社の女〜 第1話（2019年10月21日、テレビ東京）
- リカ 第8話（2019年11月30日、フジテレビ）
- シグナル 長期未解決事件捜査班 スペシャル（2021年3月30日、フジテレビ）
- ハコヅメ〜たたかう!交番女子〜 第3話（2021年7月21日、日本テレビ）
- 准教授・高槻彰良の推察 第4話（2021年8月28日、フジテレビ）
- 美しい彼 第1話（2021年11月19日、毎日放送）
- ゴシップ #彼女が知りたい本当の○○ 最終話（2022年3月17日、フジテレビ）- 山之内文哉 役
- 秘密〜THE TOP SECRET〜 第10話・最終話（2025年3月31日・4月7日、関西テレビ・フジテレビ） - 刑事 役

### 配信ドラマ
- MALICE 第7話（2023年9月14日、U-NEXT） - モリサキ 役

### 短編映画
- 美知の通勤電車（2018年、監督 : 田中嗣久）
- 山本さんと真実のくまさん（2019年、監督 : 保立繁柾）- 谷川刑事 役
- ビューティフル、グッバイ（2019年、監督 : 今村瑛一）- 刑事 役（声のみ）
- ローズマリーの手紙（2019年、監督：澤佳一郎）

### 舞台
2009年
- 「ユメミソウ」（作・演出 : 井田國彦）

2011年
- 天童よしみ特別公演「雨やどり恋歌」（作・演出 : わかぎゑふ）

2012年
- 「暗闇に咲く花」（作・演出 : 井田國彦）

- 天童よしみ特別公演「雨やどり恋歌」（作・演出 : わかぎゑふ）

2014年
- InnocentSphere「ミライキ」（作・演出 : 西森英行）
- シアターザロケッツ「喫茶ミツルの3日間」 （作・演出 : 荒木太朗）

2015年
- えうれか「命を弄ぶ男ふたり」
- 文月堂「ちょぼくれ花咲男」（作・演出 : 三谷智子）
- 野生児童「1980」（作・演出 : 有田杏子）

2016年
- InnocentSphere「悪党」（作・演出 : 西森英行）
- ポールシフト「戯曲now」（作・演出 : 日野祥太）
- 西の筺「はじめの筺-送別会と死神」（作・演出 : 西森英行）

2017年
- 西の筺「二重の筺」（作・演出 : 西森英行）
- InnocentSphere「4×4=0」（作・演出 : 西森英行）